# 双堰乡
双堰乡，是中华人民共和国四川省凉山彝族自治州会东县曾经下辖的一个乡。

## 行政区划
双堰乡撤销前下辖以下地区：
摩洛村、白嘎村、围墙村、小岩村、岳家村、小梁子村、坝口村和陡坡村。